# リア・カプール
リア・カプール（Rhea Kapoor、1987年3月5日 - ）は、インドの映画プロデューサー。姉は女優のソーナム・カプールであり、共同でファッションブランド「Rheson」を運営している。

## キャリア
2010年にラージシュリー・オージャーの『Aisha』でプロデューサーとして活動を始め、同作では姉ソーナムとアバイ・デーオールが主演を務めた。2014年にシャシャンカー・ゴーシュの『Khoobsurat』のプロデューサーを務め、2017年にソーナムと共同でファッションブランド「Rheson」を設立した。2018年にシャシャンカー・ゴーシュの『親友の結婚式』でプロデューサーを務めた。

## 家族
映画一家の出身であり、父アニル・カプールと弟ハルシュヴァルダン・カプールは俳優、姉ソーナム・カプールは女優、祖父スリンダール・カプールは映画プロデューサー、叔父ボニー・カプールとサンジャイ・カプールは映画プロデューサー・俳優、従兄弟アルジュン・カプールとモーヒト・マールワーとランヴィール・シン、従妹ジャーンヴィ・カプールは俳優・女優である。

## フィルモグラフィ
- Aisha（2010年）
- Khoobsurat（2014年）
- 親友の結婚式（英語版）（2018年）